# Helina acocerca
Helina acocerca är en tvåvingeart som beskrevs av Feng och Ye 2007. Helina acocerca ingår i släktet Helina och familjen husflugor. Inga underarter finns listade i Catalogue of Life.